# Сибиларизација
Сибиларизација је морфофонолошки процес у коме је исход стварање дентално-алвеоларних сугласника, тј. сибиларизација представља гласовну промену при којој гласови К, Г и Х прелазе у Ц, З и С испред самогласника И. Ова промена је карактеристична за српски језик.